# Milnrow
Milnrow är en ort i distriktet Rochdale, Storbritannien. Den ligger i grevskapet Greater Manchester och riksdelen England, i den centrala delen av landet, 270 km nordväst om huvudstaden London. Milnrow ligger 148 meter över havet och antalet invånare är 13 061.
Terrängen runt Milnrow är kuperad åt nordost, men åt sydväst är den platt. Milnrow ligger nere i en dal. Runt Milnrow är det mycket tätbefolkat, med 1 517 invånare per kvadratkilometer. Närmaste större samhälle är Manchester, 16,6 km sydväst om Milnrow. Trakten runt Milnrow består i huvudsak av gräsmarker.